# Jorge Fumero
Artikeln följer den spanska namnseden; faderns efternamn är Fumero och moderns efternamn Fernández.
Jorge Francisco Fumero Fernández, född den 29 augusti 1968 i Havanna, är en kubansk före detta basebollspelare som tog guld för Kuba vid olympiska sommarspelen 1996 i Atlanta.